# Bladfilm
Bladfilm är en typ av film som är skurna i ark (blad) istället för på rulle. Bladfilm används främst till storformatskameror, där de har ersatt de bräckliga glasplåtarna, och laddas i för ändamålet avsedda kassetter. Basmaterialet är oftast polyester, som är styvare och mer formstabild än acetatbas. De vanligaste bladfilmsformaten är 6,5 x 9 centimeter, 9 x 12 centimeter och tumformat från 4 x 5" till 8 x 10". Även större format förekommer.